# Arne Nielsen
Arne Nielsen (* 1971) ist ein dänischer Schriftsteller.

## Leben
Arne Nielsen ist der Sohn einer dänischen Mutter und eines norwegischen Vaters und wuchs zweisprachig auf. Er absolvierte eine Ausbildung zum Herrenschneider und studierte anschließend Wirtschaftswissenschaft. Danach übte er verschiedene Tätigkeiten aus, u. a. war er Vertreter und Angestellter im konsularischen Bereich. Nielsen ist mit der deutschen Schauspielerin Karoline Eichhorn verheiratet und lebt mit ihr in Hamburg. Seit 2003 hat er zwei Bände mit Erzählungen in deutscher Sprache veröffentlicht. Im März 2013 erschien Betrunken beim Verlag Literatur Quickie. Sein Romandebüt wurde zur Frankfurter Buchmesse 2013 vorgestellt: Der Elefantenbäcker, Salis Verlag.

## Werke
- Donny hat ein neues Auto und fährt etwas zu schnell, München 2003
- Buddeln, 1 - 3, München 2006
- Betrunken, Verlag: Literatur Quickie, 2013
- Der Elefantenbäcker, Verlag: Salis, Zürich, 2014